# Juurikkaselän metsä
Juurikkaselän metsä este o arie protejată (arie specială de conservare — SAC, sit de importanță comunitară — SCI, arie de protecție specială avifaunistică — SPA) din Finlanda întinsă pe o suprafață de 56 ha, integral pe uscat.

## Localizare
Centrul sitului Juurikkaselän metsä este situat la coordonatele 62°37′27″N 27°45′54″E / 62.6242°N 27.765°E.

## Înființare
Situl Juurikkaselän metsä a fost declarat sit de importanță comunitară în august 1998 pentru a proteja 5 specii de animale. Alte tipuri de protecție:
- arie de protecție specială avifaunistică (în august 1998)[2]
- arie specială de conservare (în aprilie 2015)[1][3][4]

## Biodiversitate
Situată în ecoregiunea boreală, aria protejată conține 4 habitate naturale: Mlaștini turboase de tranziție și turbării mișcătoare, Taiga vestică, Păduri fino-scandinave bogate în ierburi cu Picea abies, Păduri caducifoliate de mlaștină fino-scandinave.
La baza desemnării sitului se află mai multe specii protejate de  păsări (5): cocoșul de mesteacăn (Bonasa bonasia), muscar (Ficedula parva), pitulice verzuie (Phylloscopus trochiloides), ciocănitoare de munte (Picoides tridactylus), huhurezul mic (Strix uralensis).